# Elīna Garanča
Elīna Garanča (Riga, 16 de setembre de 1976) és una mezzosoprano letona.

## Biografia
Va néixer al si d'una família aficionada a la música. Va entrar a l'Acadèmia Letona de Música el 1996 per estudiar cant amb Serguei Martínov. Va continuar els seus estudis a Viena amb Irina Gavrilović, i als Estats Units amb Virginia Zeani.
La seva carrera professional va començar al Südthüringisches Staatstheater de Meiningen i més tard a la Companyia de l'Òpera de Frankfurt. El 1999 va guanyar la Mirjam Helin Singing Competition a Hèlsinki, Finlàndia.
Va començar a destacar internacionalment el 2003 al Festival de Salzburg, on va interpretar a Annio a La clemenza di Tito, de Mozart, dirigida per Nikolaus Harnoncourt. Després d'això va començar a rebre importants papers, com el de Charlotte a Werther, Dorabella a Così fan tutte per a l'Òpera de Viena, el 2004, i Dorabella de nou a París, dirigida per Patrice Chéreau (2005).
El 2006 va cantar de nou La clemenza de Tito, aquesta vegada el paper de Sesto. El 12 de gener de 2008 va debutar amb la seva pròpia companyia al Metropolitan Opera de Nova York, interpretant Rosina a Il barbiere di Siviglia, de Rossini. El crític del diari The New York Times, Bernard Holland, va escriure sobre aquesta estrena: "La senyora Garanča és una realitat (…) Les modernes tècniques de cant s'adapten amb dificultat a l'èmfasi que posa Rossini -propi de principis del XIX- en la velocitat, lluminositat i articulació atlètica, i la senyora Garanča era l'única sobre l'escenari que semblava sentir-se completament còmoda."
El 16 de gener de 2010 va dur a terme una memorable i apassionada interpretació de la Carmen, de Bizet, al Metropolitan Opera de Nova York al costat del tenor francès Roberto Alagna. La seva actuació va ser retransmesa en directe via satèl·lit i en alta definició a tot el món, projectant-se simultàniament a més de 850 sales de cinema a 31 països diferents.
Està casada amb el director Karel Mark Chichon.

## Enregistraments
El 2005 va firmar un contracte per gravar exclusivament amb Deutsche Grammophon.
- Vivaldi: Bajazet/ Fabio Biondi, David Daniels, Vivica Genaux, Patrizia Ciofi, enregistrament guanyador d'un Grammy
- Rossini: La Cenerentola / Benini, Garanca, Lawrence Brownlee, Metropolitan Opera (DVD)
- Bellini: I Capuleti e i Montecchi / Luisi, Anna Netrebko, Garanča
- Mozart: Così fan tutte / Bonney, Degout, Harding, (DVD)
- Mozart: La clemenza di Tito / Schade, Vesselina Kasarova, Barbara Bonney, Luca Pisaroni, (DVD)
- Massenet: Werther / Jordan, Marcelo Alvarez, Garanča, et al, (DVD)
- Bellini: Norma / Haider, Edita Gruberova, Garanča, et al
- Bel Canto - Donizetti, Bellini, Rossini / Garanča, Roberto Abbado
- Aria Cantilena - Villa-lobos, etc. / Garanča, Luisi, Et Al
- Habanera - Bizet, etc., / Garanča, Chichon